# Gogo
Gogo – grupa etniczna z rodziny ludów Bantu zamieszkująca region Dodoma w środkowej Tanzanii. Posługują się językiem gogo z grupy bantu. Populację ludu Gogo szacuje się na ponad 2,5 miliona osób. 79% populacji to chrześcijanie (katolicy i protestanci), 20% stanowią wyznawcy islamu, pozostali zaś praktykują wierzenia tradycyjne. 
Gogo tradycyjnie zajmują się pasterstwem i rolnictwem. Żyją w obszarze charakteryzującym się rzadkimi opadami, okresowymi suszami, powodziami i częstym głodem. Uprawiają sorgo, proso i kukurydzę. Hodują także duże stada bydła. Bydło nigdy nie było ubijane wyłącznie na mięso, ale także ofiarowane duchom. Współcześnie ludność migruje do obszarów miejskich, lub w poszukiwaniu pracy na plantacjach w całej Tanzanii.